# Hermann von Wissmann
Hermann von Wissmann, född 4 september 1853 i Frankfurt an der Oder, död 15 juni 1905 i Weissenbach vid Liezen i Steiermark i Österrike, var en tysk Afrikaresande. 

## Biografi
Wissmann blev 1874 löjtnant i ett mecklenburgskt infanteriregemente. På uppdrag av Tyska afrikanska sällskapet företog han och Paul Pogge 1880 en expedition från Luanda i nuvarande Angola till Nyangwe (övre Kongo). Wissmann fortsatte därifrån mot östkusten, som han nådde vid Saadani. 14 november 1883 övertog han ledningen av en av Leopold II till södra Kongo-området utsänd expedition, vilken från Malanje i Angola framträngde till Luluaströmmen, som Wissmann sedan skulle följa till Kasai och Kongo. Man tog sig fram med båtar, ett stort följe infödda samt några européer (Ludwig Wolf, Kurt von François, bröderna F. och H. Müller med flera). 28 maj 1885 bröt Wissmann upp från Luluaburg vid Lulua och nådde Kongo 9 juli. På denna resa fastställdes Kasais lopp, Sankuru, dittills ansedd som självständig biflod till Kongo, som dess biflod och Kasais mynning. 
År 1886 företog Wissmann i Kongostatens tjänst en ny expedition till landets södra del. Han bröt upp från Stanley Pool, undersökte tillsammans med Wolf Kasai högre upp än förra gången, tågade österut för att undersöka Tshuapas och Lomamis källområde, men tvingades på grund av den täta urskogen att ta en östlig riktning mot Nyangwe. Där råkade han i stor fara för araberna och måste söka kusten över Tanganyika, Nyasa, Shire och Zambezi. Denna resa skildrade Wissmann i Meine zweite Durchquerung Äquatorial-Afrikas von Congo zum Zambesi während der Jahre 1886 und 1887 (1891).
År 1889 utnämndes han till kommissarie i Tyska Östafrika, och för att bekämpa ett arabuppror begav han sig i mars med ett 60-tal följeslagare till Afrika, värvade trupper bland de infödda, angrep arabernas ställningar, intog raskt deras huvudorter och förföljde upprorets ledare, Bushiri, till det viktiga Mpapua, som han besatte. Därigenom höll han vägen öppen för Henry Stanley och Emin Pascha på deras tåg till kusten. Bushiri tillfångatogs och avrättades, varefter hövdingarna i landets norra del efter hand underkastade sig tyskarna, vilka därpå började pacificera södra delen. Efter några månaders vistelse i hemlandet, varunder han adlades och utnämndes till major, återvände Wissmann i december 1890 till Afrika, men avgick april 1891 från posten som kommissarie. Efter allehanda uppdrag i Östafrika, bland andra transporten av en ångare till Nyasa, blev Wissmann 1895 guvernör i Tyska Östafrika. 1896 drog han sig tillbaka.
År 1899 flyttade familjen (Wissmann, hustrun Hedwig, tre döttrar och en son) till sitt gods Langpolten i Weissenbach vid Liezen. Wissmann dog under en jaktolycka inte långt från sitt gods, skjuten av sitt eget gevär. På Wissmann-godset i Weissenbach, som fortfarande är familjeägt, finns ett privatmuseum med exponat och bilder från Wissmanns upptäcktsresor.